# 密西西比州众议院
密西西比众议院是美国密西西比议会的下议院。密西西比众议院共有122名议员，每届任期4年。密西西比众议院领导人为众议院发言人。现任众议院发言人为共和党人Philip Gunn，于2012年1月3日上任。